# De Dietrich
De Dietrich – francuskie przedsiębiorstwo przemysłowe.
De Dietrich jest niezwykle zasłużoną dla przemysłu francuskiego firmą, która przez wiele lat była kierowana przez kolejne pokolenia rodziny De Dietrich. Manufakturę, która dała początek zakładom założył w 1684 roku Johann von Dietrich. W 1719 roku rodzina otrzymała tytuł szlachecki na terenie Rzeszy. W 1761 roku król Ludwik XV nadał przywilej do prowadzenia fabrykacji i tytuł szlachecki Jeanowi Dietrich, który przeniósł wytwórnię na teren Lotaryngii.
W warsztatach rodziny De Dietrich wytwarzano broń, piece i artykuły metalowe. Od 1848 roku zaczęto zajmować się produkcją kolejową. Założono firmę-córkę De Dietrich Ferroviaire.
W 1897 roku zaczęto montować samochody na licencji Leona Bollée. Potem zaangażowano Ettore Bugattiego i wypuszczono na rynek serię aut Dietrich-Bugatti. W 1905 roku sprzedano dział produkcji samochodów, który został przekształcony w firmę Lorraine-Dietrich - potem już bez dodatku Dietrich, jako "Lorraine".
Po II wojnie światowej koncentrowano się między innymi na systemach grzewczych.

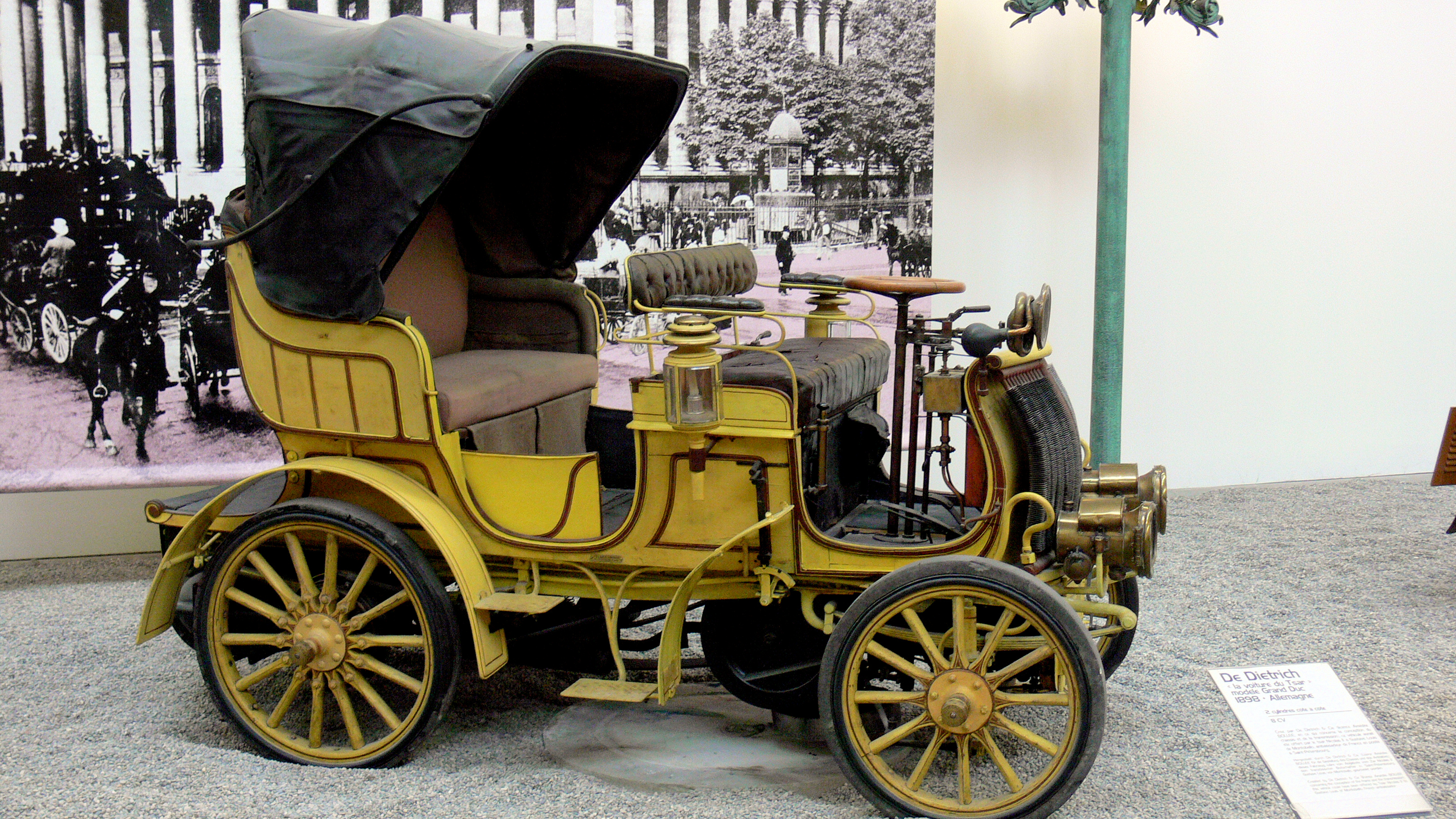
De Dietrich Grand Duc (model 1898)
De Dietrich Tonneau (model 1903)